# Зубцювання

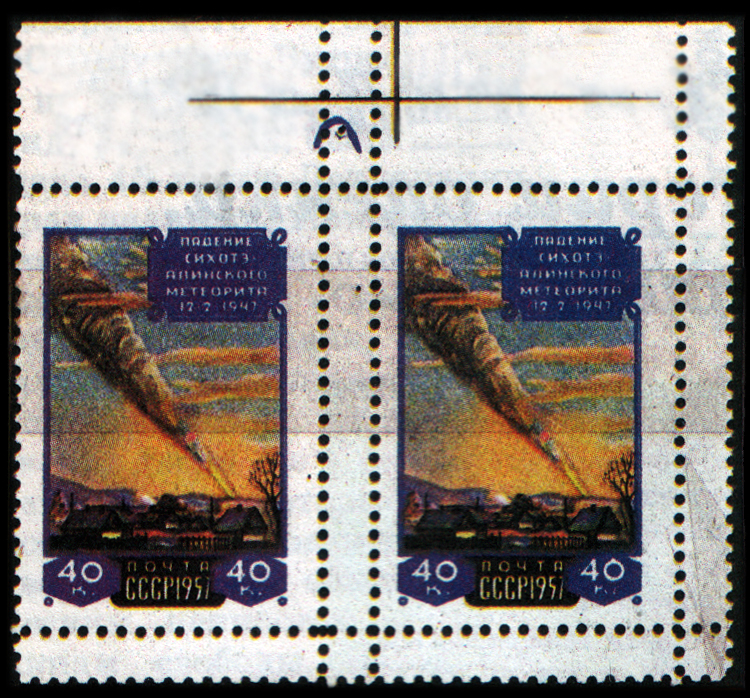
Подвійне зубцювання на марці СРСР, 1957 (ЦФА [ АТ «Марка» ] № 2097)

Зубцювання — перфорація, що наноситься на листи або рулони поштових марок перфораційними машинами для полегшення відділення марок одна від одної (краї відокремлених марок є рядами зубців).

## Історія
Машинку для перфорування винайшов у 1848—1851 роках Генрі Арчер. Її пробні випробування проводилися на маркових аркушах марок Великої Британії «Червоний пенні», номіналом в 1 пенні випуску 1841 (червоно-коричневих на блакитному папері), в 1848 (арчерівська просічка) і в 1850 (арчерівське зубцювання). Перша машина працювала на принципі ножів, що оберталися, які робили надрізи (просічка) в листах. У другій використовувався перфоратор голкового типу. Голки опускалися на папір і проходили крізь отвори, висвердлені у металевій плиті. Перфорування проводять після гумування та друкування марок, а на сучасних машинах — одночасно з друкуванням.
На зорі філателії багато колекціонерів вважали малюнок головним елементом поштової марки. На зубці вони дивилися, як на непотрібний розкіш, що псувала зовнішній вигляд знака поштової оплати. Тому перфорацію часто обрізали. У грудневому номері за 1866 бельгійський філателістичний журнал Le Timbre-Poste опублікував статтю відомого колекціонера доктора Жака Амабля Леграна (псевдонім Магнус Легран) про зубці на поштових марках. Автор звертав увагу збирачів на те, що у однакових за малюнком марок може бути залежно від року випуску різна перфорація. Тому її не тільки не треба обрізати, а, навпаки, намагатися колекціонувати марки з неушкодженими зубцями, щоб їх було зручніше вимірювати. У цій статті Ж. А. Легран запропонував спосіб вимірювання зубцювання, який застосовується і досі. Він же в 1880 винайшов і спеціальну лінійку для вимірювання зубців — зубцемір.

## Розмір зубців та форма зубця
Розмір зубців залежить від діаметра перфораційних голок, встановлених в перфораційних машинах, і визначається кількістю зубців на кожні два погонні сантиметри краю марки незалежно від її розміру. Наприклад, зубцювання 12 означає, що на кожні 2 сантиметри краю марки припадає 12 зубців. Розрізняють до 20 різних розмірів зубцювання від 7 до 16½ з дробовими значеннями: 7, 7½, 8, 8½, 9, 9½, 10, 10½ і т. д. до 16½. Для полегшення підрахунку зубців використовують спеціальні зубцеміри.
При тому самому розмірі зубцювання діаметр перфорації може бути різним, при цьому зубець може бути гострим (тонким) або тупим (широким, круглим). Наприклад, поштово-благодійні марки Російської імперії 1914 при зубцьовці 11,5 зустрічаються з тупими (діаметр отвору = 1,1 мм) і гострими (діаметр 1,3 мм) зубцями. Подібні відмінності трапляються також на марках Голландії та деяких інших країн.

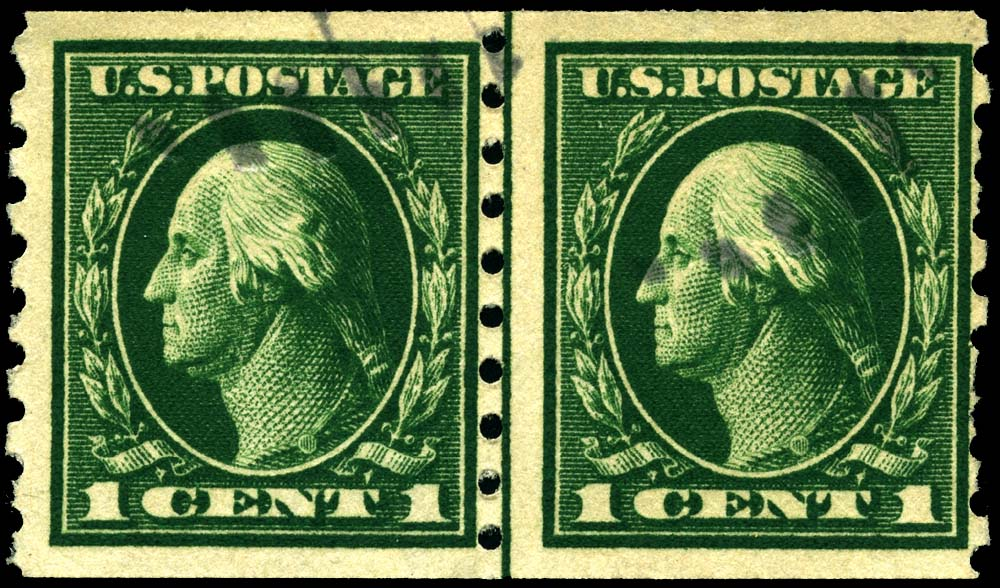
Рідкісне зубцювання на марках США (1908)

## Класифікація
Зубцювання є важливою характерною особливістю перфорованих марок і класифікується за такими основними ознаками:
1. За технологією перфорування.

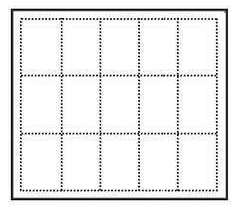
Схема маркового аркуша з рамковим зубцюванням

- Рамкове зубцювання («рамка») — різновид зубцювання, при якому горизонтальні та вертикальні ряди маркового аркуша перфоруються одночасно, а поля листа утворюють як би рамку навколо марок і залишаються непроколотими. Найхарактернішою особливістю марок з рамковим зубцюванням є однакова і правильна форма всіх зубців марки (чого неможливо досягти при лінійному зубцювання). Різновидом рамкового зубцювання є острівне зубцювання, що застосовується для виділення одиночних поштових марок, наприклад, на блоках.

Лінійне зубцювання:
а — кутові зубці;
б — марковий аркуш

- Лінійне зубцювання («лінійка») — різновид зубцювання, при якому марковий аркуш перфорується ряд за рядом, спочатку в одному напрямку (горизонтальні ряди марок), а потім в іншому (вертикальні ряди марок). Такий вид зубцювання утворює лінію перфорації на всій довжині (ширині) листа. Таким чином, при лінійному зубцюванні перфорованими виявляються і поля маркового аркуша. Марки з лінійним зубцюванням відрізняються неправильною формою кутових зубців, що утворюються в результаті перетину вертикальної та горизонтальної ліній перфорації.

Гребінчасте зубцювання:
а — кутові зубці;
б — ряди одинарної та подвійної гребінки

- Гребінчасте зубцювання («гребінка») — різновид зубцювання, при якому за кожен робочий хід перфораційної машини одночасно пробивається один ряд марок з трьох сторін кожної марки. Перфораційний апарат, застосовуваний для гребінчастого зубцювання, має П-подібне розташування голок та отворів і нагадує гребінці. Після перфорацією верхнього ряду маркового аркуша послідовно перфорується кожен наступний ряд марок, замикаючи, таким чином, зубцювання четвертої сторони попереднього ряду. Характерною ознакою гребінчастого зубцювання є наявність проколів на одному або двох протилежних краях маркового аркуша за межами мальовничого поля. Інші краї маркового аркуша залишаються не проколотими. Крім того, у основи гребінки з обох кінців завжди є по одному додатковому проколу. Якщо ширина маркового аркуша менше розміру гребінки, одна з його боків виявляється проколотою до кінця.

2. За кількістю зубців з кожного боку марки.

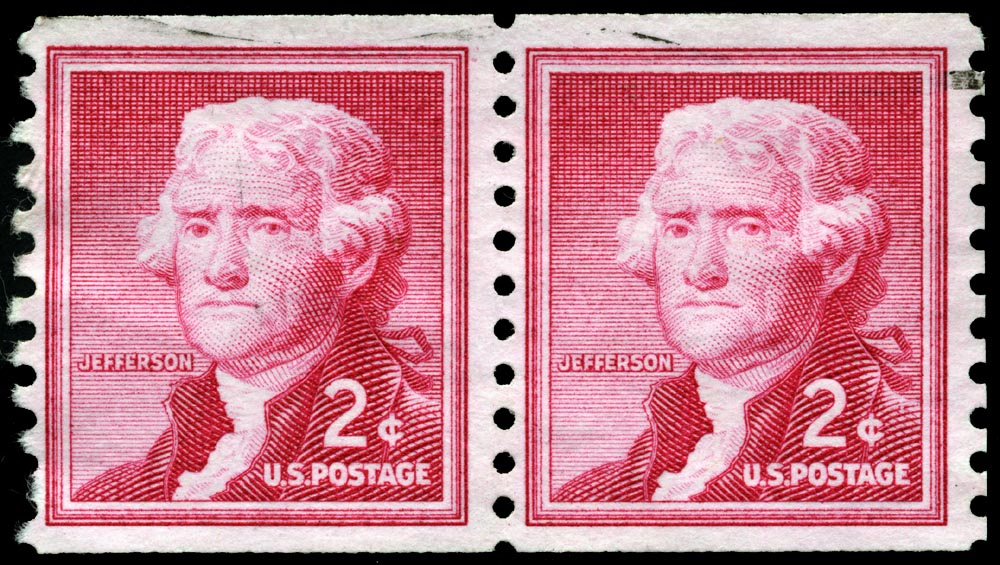
Часткове зубцювання на марці США, 1954

- Просте зубцювання — різновид зубцювання, при якому всі сторони марки, як по горизонталі, так і по вертикалі позначаються одним виміром (наприклад, зубцювання 12½ або зубцювання 11½).
- Комбінована зубцювання — різновид зубцювання, що характеризується різним розміром зубцювання вертикальних і горизонтальних країв марки, наприклад, 12:12½, 12½:12, 14:14½ і т. ін. У даному випадку зубцювання горизонтальних розмірів становить відповідно 12, 12½, 14, а вертикальних — 12½, 12, 14½. Походження комбінованого зубцювання пов'язане з тим, що іноді з виробничих причин доводиться виробляти перфорацію маркових аркушів не на одній, а на різних машинах, що мають різну кількість голок на 1 погонний сантиметр гребінки. Для позначення комбінованого зубцювання вказують обидва розміри, причому спочатку вказується зубців верхнього (горизонтального) краю марки, а потім правого (вертикального) ряду, тобто за годинниковою стрілкою.
- Складно-комбінована зубцювання — різновид зубцювання, що характеризується тим, що два або три боки марки мають один розмір, а решта інший. Таке зубцювання є наслідком різних виробничих причин (вимушена заміна перфораційного апарату, необхідність перфорації одного ряду на іншій машині тощо). Складно-комбіноване зубцювання прийнято позначати всіма чотирма вимірами за годинниковою стрілкою: верх, правий край, низ, лівий край (наприклад, 14:14:11:14).

3. У напрямку ліній зубцювання.
- Часткове зубцювання — неповна перфорація всіх сторін поштової марки. Марки з частковим зубцюванням випускаються Швецією, США, Нідерландами і мають перфорацію лише з двох паралельних сторін[2]. Вони виготовляються для продажу за допомогою спеціальних автоматів — у невеликих «зошитах» (тикетах) або рулонах[2]. Цікавим прикладом часткового зубцювання чисто оформлювального характеру є перфорація за площею поштової марки СРСР 1966 року, присвяченою 10-річчю радянських досліджень в Антарктиці. (ЦФА [ АТ «Марка» ] № 3361)[2].
- Подвійне зубцювання — рідко застосовується спосіб лінійної перфорації, при якому поряд з основною лінією зубцювання по марочному полю проводиться друга лінія перфорації. Зазвичай подвійне зубцювання викликається умовами розміщення марок на марковому аркуші. Наприклад, якщо марки розміщуються на марковому аркуші, і поля між марками стають надмірно великими, робиться подвійна перфорація для забезпечення нормальних за розміром полів марки. Прикладом марок з подвійним зубцюванням можуть бути марки СРСР «Падіння Сихоте-Алінського метеорита», 1957 (ЦФА [ АТ «Марка» ] № 2097); «Слава КПРС! XXII з'їзд КПРС», 1961 (ЦФА [ АТ «Марка» ] № 2624—2625).
- Синкопійоване зубцювання — особливий вид неповної перфорації з симетричними вирізами по одному або більше на кожній стороні марки замість 2-4 зубців. З 1990-х років застосовується як декоративний елемент поліграфічного оформлення деяких серій марок багатьох країн світу (Велика Британія, Польща, КНР та ін.).

## Браковане зубцювання

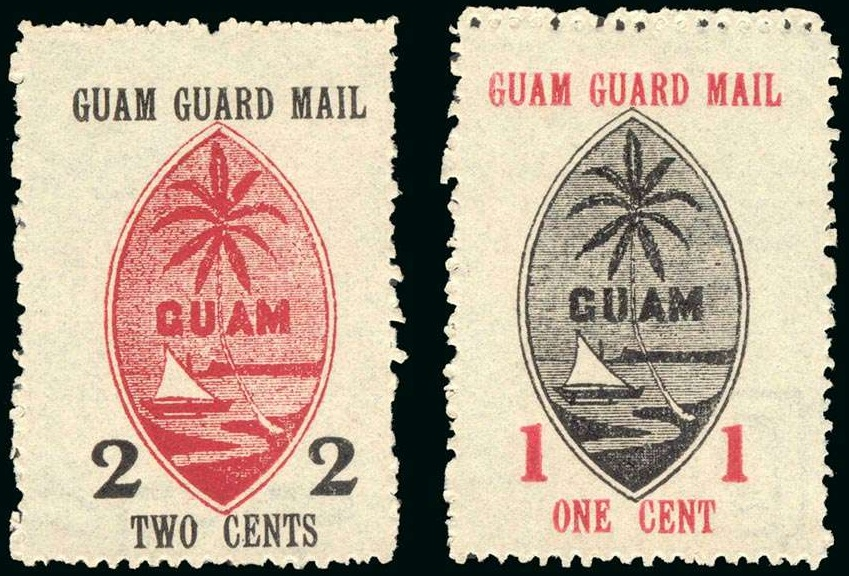
Сліпа зубцювання на марках місцевої пошти Гуама (1930)

- «Діамантне», або «діамантове», зубцювання — дуже дрібне зубцювання, що утворюється внаслідок випадкового вторинного перфорування листа. Голки перфоруючої машини при вторинному перфоруванні найчастіше не потрапляють у раніше зроблені отвори, тому зубці таких марок виходять тонкі, як би обшарпані. Марки з таким зубцюванням рідко виходять за межі поліграфічного підприємства, тому що в процесі контролю дефект легко виявляється і вилучається бракований аркуш.
- Зрушення перфорації — виникає в результаті неправильної подачі друкарського листа в перфораційну машину або невідрегульованість її ходу. Розрізняють вертикальні та горизонтальні зрушення. Значне зрушення перфорації зустрічається у марок Росії зразка 1908, що виготовлялися в 1917—1921 роках.
- «Сліпе» зубцювання — виникає в результаті поломки однієї або декількох голок або одночасної подачі в апарат, що перфорує, надмірної кількості листів. Це веде або до пропускам зубців, або до того, що окремі отвори не пробиті наскрізь, а лише намічені, втиснуті.
- «Божевільне» зубцювання також виникає в результаті неправильної подачі друкарського листа в перфораційну машину (іноді повторної, після нормального перфорування). І тут лист перфорується по діагоналі під непрямим кутом і ділить марки на неправильні частини.

## Фальсифікація зубцювання
- Перетворення марки із зубцями на беззубцеву за допомогою зрізу зубців, підклеювання та спресування полів.
- Використання марок, вирізаних з блоків і цільних речей як беззубцеві.
- Перезубцювання: виготовлення марок з просіченням з беззубцевих марок, зміна розміру зубців з метою імітації більш рідкісного різновиду, а також виготовлення нового зубців замість пошкодженої (веде до зменшення розміру марки).

## Цікаві факти
Відомі випадки, коли зубцювання деяких марок робили на швейній машині. Так, наприклад, у Російській імперії «один економіст з морською душею», який вмів працювати на швейній машинці, робив з її допомогою зубцювання деяких земських марок.